# Baltazar I żagański

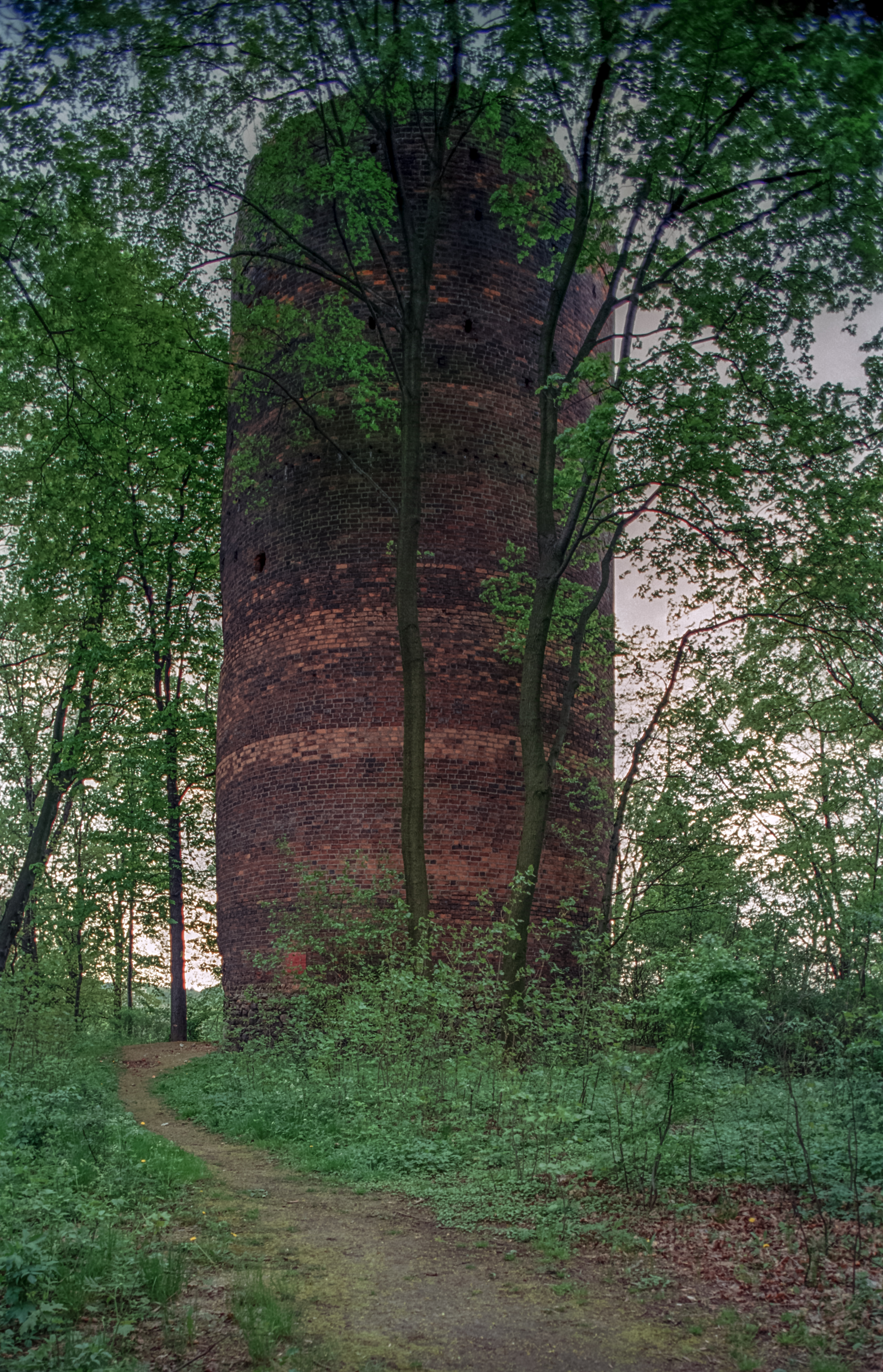
Wieża głodowa zamku w Przewozie

Baltazar I żagański (ur. pomiędzy 1410 a 1415, zm. 15 lipca 1472, w Przewozie) – książę żagański od 1439, w wyniku podziału od 1449 na Żaganiu wraz z Rudolfem, od 1454 samodzielnie, w latach 1461–1468 utracił władzę, ponownie książę żagański 1468–1472.
Baltazar I był najstarszym synem księcia żagańskiego Jana I i Scholastyki córki Elektora Rudolfa III z dynastii Wittenbergów. Po śmierci ojca w 1439 r. wraz z młodszymi braćmi Wacławem, Rudolfem i Jan II Szalony współrządził księstwem żagańskim. W 1449 r. księstwo zostało podzielone na dwie dzielnice: żagańską i przewozką. Baltazar wraz z Rudolfem otrzymał władzę w dzielnicy żagańskiej, Przewóz zaś pozostał przy Janie i Wacławie.
W 1450 r. Baltazar wraz z Rudolfem udali się pielgrzymkę do Rzymu. Wkrótce po powrocie z pretensjami do części spadku po ojcu wystąpił najmłodszy z braci Jan II, niezadowolony z przeprowadzonego podziału. Spór dzięki mediacji wuja książąt – władcy saskiego Fryderyka, udało się załatwić polubownie około 1453 r.
W 1454 Rudolf zginął podczas wojny trzynastoletniej w trakcie bitwy pod Chojnicami, dowodząc najemnikami na żołdzie krzyżackim. Po jego śmierci Baltazar udał się do Prus walcząc przeciw Polsce po stronie zakonu krzyżackiego, starając się też o namiestnictwo w Prusach. Nie uzyskawszy tego stanowiska, powrócił do księstwa żagańskiego (1457), gdzie Jan II ustanowiony w księstwie namiestnikiem, korzystając z jego nieobecności, wymusił na stanach Żagania złożenie mu hołdu lennego.
W latach następnych Baltazar zaangażował się w rozgrywki polityczne na Śląsku, skierowane przeciwko Jerzemu z Podiebradów, co w 1461 r. doprowadziło do najazdu na księstwo żagańskie wojsk czołowego stronnika Podiebrada, Jana II, i utratę władztwa.
W latach 1461–1467 przebywał na wygnaniu we Wrocławiu, gdzie dowodził wojskami miejskimi. Bezskutecznie apelował u króla Jerzego w sprawie odebrania Żagania Janowi. Posłował w tej sprawie nawet do Rzymu, gdzie uzyskał poparcie papieża Piusa II. W zorganizowanej w 1467 r. krucjacie przeciwko królowi-husycie, dzięki poparciu papieskiemu został głównodowodzącym. Wyprawa zakończyła się jednak porażką w walce z Janem II pod Kożuchowem.
Dopiero w 1468 r. korzystając z poparcia swojego kuzyna Henryka XI odzyskał panowanie w księstwie żagańskim.
W trakcie wojny pomiędzy Maciejem Korwinem a Jerzym z Podiebradów opowiedział się po stronie tego pierwszego. W 1469 r. złożył królowi węgierskiemu hołd lenny. Nie uchroniło to jednak odzyskanego dopiero co księstwa przed łupieskim napadem Jana w roku następnym.
W 1472 r. ponownie utracił panowanie nad księstwem żagańskim na rzecz Jana II. Pojmany, został uwięziony na zamku w Przewozie, gdzie według nie do końca pewnych źródeł został zagłodzony na polecenie Jana II. Stało się to 15 lipca 1472. Został pochowany w nekropoli Piastów żagańskich w kościele kanoników regularnych św. Augustyna.
Miał dwie żony – bliżej nieznaną Agnieszkę (z którą miał zmarłą w dzieciństwie córkę Annę i bliżej nieznanego syna Wacława), która zmarła w 1460 r. i Barbarę, córkę Bolesława II cieszyńskiego. Drugie małżeństwo, zawarte, jak zapisały kroniki, na „złość bratu”, pozostało bezdzietne. Po śmierci Baltazara Barbara została zmuszona do wyjazdu do Cieszyna, a jego księstwo zostało zagarnięte przez Jana II.